# Sommet de l'OTAN de 1957
Pour un article plus général, voir Sommet de l'OTAN.

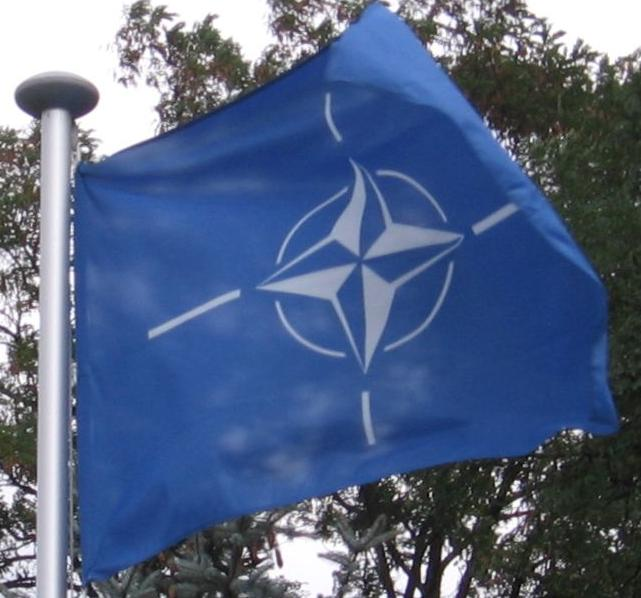
drapeau officiel de l'OTAN

Le sommet de l'OTAN Paris 1957 est le premier sommet de l'OTAN, conférence diplomatique réunissant à Paris, en France, du 16 au 19 décembre 1957, les chefs d'État et de gouvernement des pays membres de l'Organisation du traité de l'Atlantique nord.